# Евфоріон Халкідський
Евфоріон Халкідський (276—187 роки до н. е.) відомий давньогрецький поет, очільник царської бібліотеки в Антіохії на Оронті.

## Життєпис
Народився у м. Халкіда на о.Евбея у родині середнього статку. У молодості навчався філософії в Афінах у Лакіда, Прітана та Архибула. Завдяки вдалому шлюбу на багаті удовиці значно покращив свій майновий стан. Тоді ж почав складати вірші. Був під впливом відомих поетів Каллімаха та Лікофрона. У Евфоріона багато творів різного спрямування, але досить невелика частина збереглася й відома тепер. Свого часу він був досить відомим та популярним. з огляду на це цар Антіох III Селевкід запросив його на посаду свого бібліотекаря в Антіохію. Тут Евфоріон прожив решту життя й у 187 році до н. е. помер в Антіохії.

## Творчість
У його доробку є епіграми, епени, елегії. У своїх віршах Евфоріон поєднував міфологічні, еротичні, романтичні, частково історичні теми, використовував тлумачення вчених. вірші у нього вишукані. Елегії Евфоріона в подальшому справили великий вплив на поетів — неотериків, а також Корнелія Галла, Вергілія.

## Відомі твори
- Артемідор
- Демосфен.
- Діоніс.
- Гіакінф.
- Геракл.
- Фракієць.
- Гіппомедонт Старший